# Eremophysa calamistis
Eremophysa calamistis là một loài bướm đêm trong họ Noctuidae.